# Ekeby församling, Lunds stift
Ekeby församling var en församling i Luggude kontrakt i Lunds stift. Församlingen låg i Bjuvs kommun i Skåne län. Församlingen uppgick 1 januari 2020 i Kropps församling.

## Administrativ historik
Församlingen har medeltida ursprung.
Församlingen var till 1 maj 1929 i pastorat med Frillestads församling, före 1690 och efter 1 maj 1918 som moderförsamling, däremellan som annexförsamling. Från 1 maj 1929 till 1962 var den moderförsamling i pastoratet Ekeby, Hässlunda och Risekatslösa. Från 1962 utgjorde församlingen ett eget pastorat. Församlingen uppgick 1 januari 2020 i Kropps församling.

## Kyrkor
- Ekeby kyrka